# Jaudar
Jaudar (em árabe: جوذر‎; romaniz.: Jawdhar; antes de 909 - março de 973), apelidado Alustade (em árabe: الأستاذ; romaniz.: al-Ustadh; lit. "o Mestre"), foi um escravo eunuco que serviu os califas fatímidas Alcaim Biamir Alá (r. 934–946), Almançor Bilá (r. 946–953) e Almuiz Aldim Alá (r. 953–975) como camareiro e ministro chefe até sua morte em 973. Foi um figura extremamente poderosa da corte fatímida, e a ascensão de Almançor foi provavelmente devido a suas maquinações. Seus documentos e cartas reunidas foram publicadas após sua morte por seus assistentes como o Sirat al-Ustadh Jawdhar, e forma uma das principais fontes históricas do governo do Estado fatímida no período.

## Vida

### Origens e início da carreira

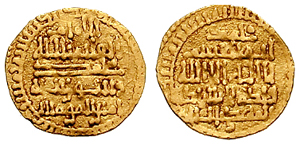
Dinar de Almadi r.

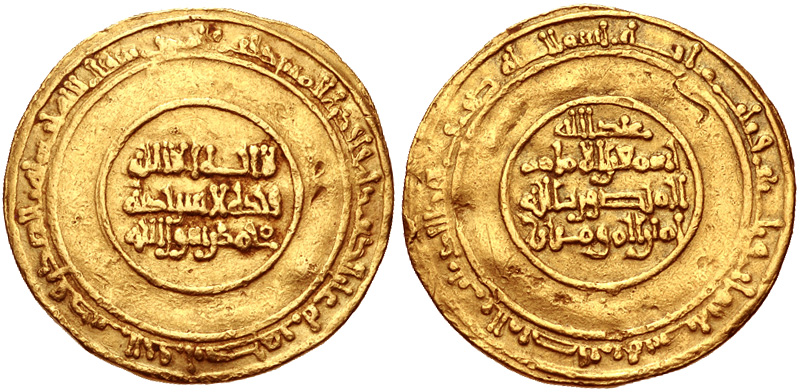
Dinar de Almançor r.

Jaudar era um dos escravos eunucos de origem eslava (sacaliba) em serviço à dinastia aglábida que governava a Ifríquia. Quando os aglábidas foram derrubados em 909, o califa fatímida Almadi (r. 909–934) entrou na capital aglábida de Racada e teve os escravos do palácio eslavos reunidos diante dele, atribuindo-os a vários membros de sua família. Jaudar impressionou Almadi, que o designou à casa do filho do califa e sucessor designado, Alcaim (r. 934–946). Nesta posição, acompanhou seu mestre nas invasões malsucedidas do Egito governado pelo Califado Abássida em 914–915 e 919–921. Mais tarde, durante a campanha de Alcaim no Magrebe Ocidental, foi deixado para trás na capital fatímida de Mádia como administrador do palácio do herdeiro aparente. Após a ascensão da Alcaim em 934, tornou-se o supervisor do armazém de roupas e do tesouro.

### Sob Almançor
Segundo os relatos oficiais fatímidas, Alcaim morreu em 17 de maio de 946, num momento crítico para o Califado Fatímida, quando uma rebelião em grande escala sob o comando do pregador berbere Abu Iázide invadiu a Ifríquia e ameaçou Mádia. Ele foi sucedido não por seu filho mais velho, mas pelo mais jovem Ismail, que se tornou o novo califa como Almançor (r. 946–953). Jaudar insistiu em suas memórias que era responsável pela nomeação secreta de Almançor como herdeiro de seu pai já na época da ascensão de Alcaim em 934, mas historiadores modernos do período fatímida, como Heinz Halm e Michael Brett, suspeitam que a subida não anunciada de Almançor ao poder foi o resultado duma intriga palaciana liderada por ninguém menos que Jaudar, com a participação de outras figuras do harém de Alcaim.

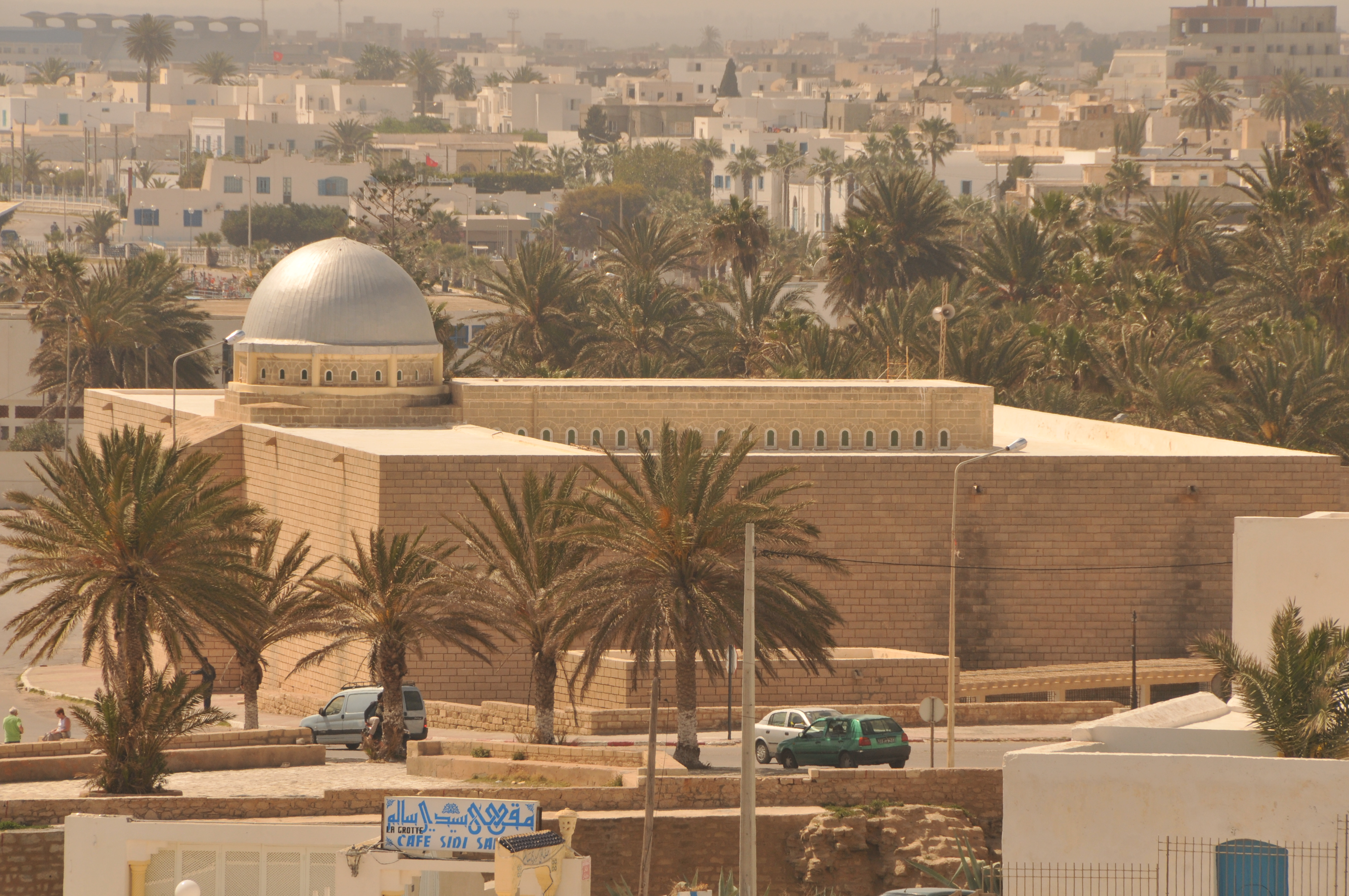
Grande Mesquita de Mádia

Desempenhou papel proeminente na proteção da posição do califa, que ordenou o confinamento de seus tios e irmãos no palácio sob sua supervisão. Halm qualifica seu papel como "mordomo", e quando Almançor rompeu o cerco de Mádia e perseguiu os rebeldes em retirada no interior, Jaudar permaneceu no comando da capital. Com a derrota dos rebeldes em 13 de agosto de 946, Jaudar leu o despacho da vitória perante a congregação na Grande Mesquita de Mádia. Quando o líder rebelde foi finalmente derrotado e preso em 15 de agosto de 947, Almançor, no despacho anunciando sua vitória, libertou Jaudar. No quarto de século seguinte, escreve o historiador Michael Brett, seria "o homem de ferro da administração" como o braço direito do califa, uma posição que lhe rendeu uma antipatia considerável e poucos amigos. Além dos agentes nomeados por sua própria comitiva, seus únicos aliados políticos entre as elites fatímidas mais amplas eram os emires cálbidas da Sicília.

### Sob Almuiz

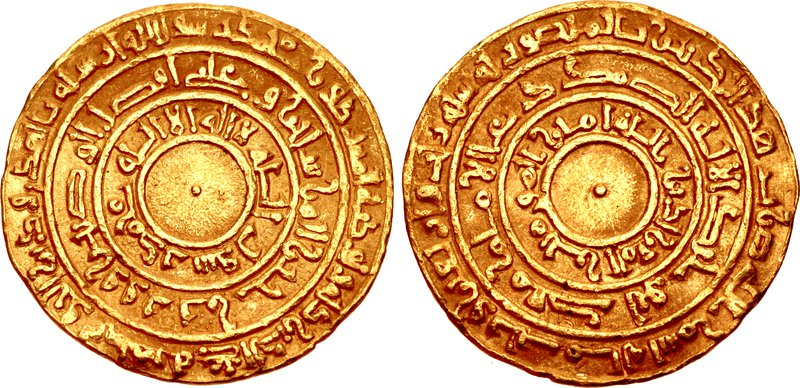
Dinar de Almuiz r.

Almançor foi acometido de doença que resultaria em sua morte em março de 953. Seu filho e sucessor Almuiz (r. 953–975) também dependeu de Jaudar para consolidar seu regime e foi autorizado a se mudar à nova capital construída por Almançor, Mançoria. Ele permaneceu responsável pela prisão domiciliar continuada dos irmãos e tios de Almançor no palácio de Mádia, enquanto as cartas preservadas em suas memórias mostram que continuava a dirigir os assuntos das fábricas de hortelã e têxteis, o arsenal, as prisões e o tesouro de Mádia. Também atuou como agente comercial em nome do califa, acumulando fortuna pessoal considerável.
Após a conquista fatímida do Egito em 969, Jaudar foi responsável por preparar a frota e as caravanas que ajudariam a mover a corte fatímida - incluindo os membros da dinastia há muito presos - e suas possessões ao Egito. Também forneceu a Almuiz 122 000 dinares de ouro seus para apoiar a tomada do Egito pelos fatímidas, quiçá quando reforços sob Haçane Abenamar foram enviados ao país em 971 para enfrentar uma invasão carmata. Mais ou menos na mesma época, Jaudar também foi encarregado de cuidar do segundo filho de Almuiz, Abedalá. Este último foi escolhido como herdeiro em vez do mais velho Tamim, depois que Jaudar descobriu correspondência possivelmente traidora com os tios e tios-avós de Almuiz ainda detidos em Mádia. Durante uma cerimônia de boas-vindas a Jaudar de Mádia, na presença dos membros reunidos da dinastia, Jaudar desmontou e beijou o pé de Abedalá, revelando assim sua escolha como herdeiro.
Embora fosse o principal assessor de três califas sucessivos, não estava concorrendo como vice-rei fatímida da Ifríquia após a saída da corte, devido à falta de popularidade e de aliados lá. Um candidato óbvio seria o governador fatímida de longa data da província de Zabe em Massila, Jafar ibne Ali ibne Handune, que quando criança fora criado por Jaudar e fora companheiro de Almuiz, mas, no início de 971, Jaudar acusou-o de não remeter os impostos acordados ao tesouro e de abrigar agentes dos omíadas de Córdova. Em vez de se apresentar ao tribunal conforme ordenado, Jafar desertou para os omíadas. Depois, Jaudar acompanhou Almuiz quando partiu para o Egito no final de 972, embora estivesse gravemente doente e supostamente tivesse os pés inchados. Morreu na estrada em Barca em março de 973. Após sua morte, seu secretário particular, Abu Ali Almançor Alazizi Aljaudari, compilou seus papéis e lembranças no Sirat al-Ustadh Jawdhar. Junto com o trabalho de Alcádi Anumane, o Sirat Jawdhar é uma das principais fontes da história fatímida sob os sucessores de Almadi.